# 黃余綉鸞
黃余綉鸞（？—），中華民國（台灣）政治人物，高雄縣前政壇聞人余登發之女，曾任第七、八屆高雄縣議員，後以無黨籍身份在台灣省第五選區（高高屏澎）當選為第一屆第三次增額立法委員。